# DQDB
DQDB (původem v anglickém Distributed Queue Dual Bus), česky dvojitá sběrnice s rozprostřenou frontou, je počítačová síť sběrnicové topologie, kterou tvoří dvě protisměrné sběrnice. Řadí se především mezi sítě typu MAN, protože může pokrýt oblast na vzdálenost až 100 km až s 500 uzly se vzdáleností mezi sousedy až 2 km. Síť je specifikovaná standardem IEEE 802.6, který byl schválen v roce 1989. Její hlavní předností je nespecifická přenosová rychlost, která se odvíjí pouze na základě užité technologie. Díky této možnosti se DQDB využívá jak pro datové služby, tak i pro služby probíhající v reálném čase (video, hlas).
V každé protisměrné sběrnici probíhá pouze jednosměrné čtení a zápis. V případě spojení obou konců sběrnic je možné vytvořit topologii dvojitého kruhu., která je bezpečná a spolehlivá v případě výpadku jednoho z uzlů.
Protokol vychází z koncepce Asynchronous Transfer Mode, tudíž je přenosová kapacita obdobně rozdělena na malé kousky (buňky) s pevnou délkou (53 bytů; 48 bytů dat a 5 bytů záhlaví) místo paketů, které se délkou liší (užívané v LAN).

## Historie
Technologie dvojité sběrnice s rozprostřenou frontou byla vyvinuta australskou společností QPSX Communications Pty. Ltd. a sponzorovaná Telecom Australia. Původně byla nazvána jako "Queued Packet and Synchronous Circuit Exchange" (QPSX), norma IEEE 802.6 ji však přejmenovala jako DQDB.

## Přístupové metody
DQDB využívá dvou základních mechanismů podle přístupu k médiu:
- PA (Prearbitrated Acces, česky Přidělování časových úseků) - mechanismus, který přiděluje konstantní rychlost pro služby probíhající v reálném čase (video, hlas) a nemělo by docházet k různému zpožďování. Sloty mají po sestavení spojení přidělen identifikátor cesty VCI, který je vložen do hlavičky rámců nesoucí data.[1]
- QA (Queue Arbitrated Access, česky Distribuovaná fronta) - je asynchronní metoda, která je určena pro všechny typy přenosu kromě izochronních. Čas využívání přenosového média je rozdělen na sloty, které jsou nutné předem rezervovat a to proti směru toku posílaných dat. Dávají přitom přednost všem uzlům po směru toku dat. Každý uzel sítě vede frontu požadavků (proto distribuovaná) na vysílání stanic, které jsou „předchůdci“ na dané sběrnici.[4] Pokud se zavedou i priority, pak se musí udržovat dvojice front pro každou prioritu. Při neuvažování prioritního mechanismu má každá stanice pro každý směr dva čítače, čítač žádostí o vysílání RC (Request Counter) a čítač pozice ve frontě CD (Count Down).[1]